# Успение Богородично (Готовуша)
„Успение Богородично“ или „Света Богородица“ (на сръбски: Црква Свете Богородице)  е възрожденска православна църква в косовското село Готовуша. Част е от Рашко-Призренската епархия на Сръбската православна църква. В 1997 година църквата обявена за паметник на културата.

## История
Църквата е построена след обновяването на Печката патриаршия в 1557 година. Днешният си вид църквата получава при ремонт от 1886 година. Представлява еднокорабна сграда с полукръгъл свод. Само в олтарната част е запазена живопис от XVI век. Иконостасът от 1888 година е дело на дебърския майстор Евгений Попкузманов.